# Шотвелл, Гвинн
Гвинн Шо́твелл (англ. Gwynne Shotwell; род. 23 ноября 1963 года, Эванстон, США) — американский топ-менеджер. Является президентом и главным операционным директором SpaceX, американской авиакосмической корпорации, которая предоставляет услуги по доставке полезных грузов в космос как правительству США, так и коммерческим заказчикам. По состоянию на 1 августа 2020 года занимает 55-е место среди самых влиятельных женщин в мире по версии журнала Forbes.

## Жизненный путь
Гвинн Шотвелл родилась 23 ноября 1963 года в маленьком городке Эванстоне, штат Иллинойс в 40 милях к северу от Чикаго. Шотвелл выросла в пригороде Чикаго — Либертивилле, она вторая дочь в семье художницы и нейрохирурга. В старшей школе она любила мастерить — помогала отцу построить забор вокруг пригородного сада семьи, сделать баскетбольный щит из фанеры. Получила дипломы с отличием бакалавра и магистра машиностроения и прикладной математики в Северо-Западном университете.

## Профессиональная карьера
Сначала Гвинн планировала работать в автомобильной промышленности и зарегистрировалась в программе обучения менеджменту в корпорации Крайслер, но ей хотелось какой-то должности, которая была бы ближе к собственному инженерному делу, к тому же Шотвелл не желала оставаться в автомобилестроении.
В 1988 году она начала работать в исследовательском центре Эль-Сегундо компании The Aerospace Corporation и выполнять техническую работу по военным научно-исследовательским контрактам. В течение десятилетнего срока работы Гвен работала над термическим анализом элементов конструкций и «написала с десяток статей на различные темы, в том числе по концептуальному дизайну малых космических аппаратов, моделированию цифровых образов целей, интеграции космических челноков и операционным рискам для аппаратов с повторным использованием».
Стремясь «строить и собирать космические корабли», она в 1998 году оставила Aerospace Corporation, чтобы стать «директором подразделения космических систем в Microcosm Inc, малобюджетной компании по строительству ракет в Эль-Сегундо». Там она работала в исполнительном комитете и отвечала за развитие бизнеса.
В 2002 году Гвинн Шотвелл, по приглашению Ганса Кенигсманна (Hans Koenigsmann), также ранее работавшего инженером в Microcosm, перешла на работу вице-президентом по развитию бизнеса в частную космическую компанию SpaceX, основанную Илоном Маском за несколько месяцев до этого, став её седьмым сотрудником. Первоначально её работа заключалась в продаже запусков небольшой ракеты Falcon 1, которую разрабатывала компания. Свой первый контракт на 278 миллионов долларов с НАСА по программе COTS она подписала в 2006 году.
В сентябре 2008 года, сразу после того как SpaceX осуществила свой первый успешный запуск Falcon 1, Шотвелл была назначена президентом SpaceX, а компания получила от НАСА контракт на 1,6 миллиарда долларов на транспортировку грузов на МКС по программе CRS. Первоначально первая фаза программы предусматривала 12 миссий космического корабля Dragon, выводимого на орбиту ракетой-носителем Falcon 9. Позже контракт был продлен еще на 3 миссии. В 2016 году Шотвелл подписала договор по второй фазе программы.
По состоянию на 2021 год она является президентом и главным операционным директором SpaceX, ответственным за текущие операции и менеджмент всех связей с клиентами и стратегии развития компании.
Будучи инновационной и прорывной в целой отрасли, SpaceX стала первой частной компанией, которая в декабре 2010 года успешно запустила на орбиту и возвратила космический корабль. Она также имеет многомиллиардный контракт с НАСА по доставке астронавтов на Международную космическую станцию. SpaceX также работает над транспортной системой следующего поколения, чтобы доставлять людей на Марс в ближайшем будущем.
Шотвелл участвует в различных программах, связанных с STEM, включая конкурс студенческих стипендий имени Фрэнка Дж. Редда (англ. Frank J. Redd). Под ее руководством комитет собрал более 350 000 долларов в виде стипендий в течение 6 лет.

## Отличия и награды
- 2012 год: Зал славы Women in Technology International[англ.][11]